# 가네무라 사토루
가네무라 사토루(일본어: 金村 曉, 1976년 4월 19일 ~ )는 일본의 전 프로 야구 선수이자 야구 해설자·평론가·지도자이다. 현재 한신 타이거스 1군 투수코치이다.
본명은 가네무라 히데오(金村 秀雄)이며, 1997년에 暁(사토루)로 등록명을 변경, 2001년에는 曉(동음)으로 재변경했다.

## 인물

### 프로 입단 전
초등학생 때부터 닛폰햄 파이터스의 팬이었고 당시 에이스였던 니시자키 유키히로를 동경하고 있었다고 한다. 센다이 이쿠에이가쿠엔 고등학교에 진학한 후 1994년 전국 고등학교 야구 선수권 미야기 대회 결승전에서 사쿠라이 유키히로가 소속된 센다이 공업고등학교를 누르고 우승을 이끌었을 뿐만 아니라 제76회 전국 고등학교 야구 선수권 대회에서는 8강에 진출하기도 했다.
같은 해인 1994년 프로 야구 드래프트 회의에서는 닛폰햄 파이터스로부터 1순위 지명을 받고 입단했는데 이 때 닛폰햄은 고후 공업고등학교의 야마무라 히로키를 1순위로 지명할 예정이었지만 드래프트 직전에 가네무라로 변경했다. 입단 기자회견에서는 햄을 입안에 가득넣어 먹는 행동을 보였다.

### 닛폰햄 시절

#### 1995년 ~ 1998년
신인 시절인 1995년에는 1군에 승격되었지만 불과 1경기에 등판에만 끝났고 이듬해 1996년은 단 한번도 1군에 등판하는 일도 없이 시즌을 마쳤다. 3년째인 1997년부터는 두각을 나타내기 시작하면서 그 후 닛폰햄의 에이스로 성장했지만 예전에 부상당한 적도 있어서 ‘유리의 에이스’라고도 불리고 있었다. 1998년에는 개막 이후부터 중간 계투로서 1군에 정착하여 처음으로 올스타전에 출전했고 후반기에는 선발 로테이션에 들어가는 등 5차례의 완투를 기록했다. 135이닝으로 규정 투구 횟수를 채우면서 2.73의 평균자책점을 기록하여 22세 나이에 첫 타이틀인 최고 평균자책점을 차지했다.

#### 1999년 ~ 2001년
1999년에는 개막 로테이션에 들어가면서 개막 이후부터 2경기 연속 완봉승과 3경기 연속 완투승을 거뒀고 3경기째인 9회에 이치로에게 역대 최고 속도인 1,000안타가 되는 홈런을 허용할 때까지 개막 이후부터 26이닝 연속 무실점을 기록했다. 이 3경기의 등판만으로 처음이 되는 월간 MVP를 수상했지만 그 날 이후 오른쪽 어깨 통증을 호소하여 전력에서 이탈하는 등 9월까지 복귀할 수는 없었다. 이듬해 2000년에는 2년 연속으로 4월의 월간 MVP를 획득하면서 순조로운 시작을 보였지만 다시 오른쪽 어깨 통증을 일으켜 전력에서 이탈되었다.
2001년에는 처음으로 개막전 선발 투수를 맡았고 부상의 영향 때문인지 오시마 야스노리 감독이 완투시키지 않으면서 기용한 결과, 부상없이 처음으로 1년 간의 로테이션을 끝까지 지키면서 규정 투구 횟수를 채우는 등의 역할을 완수했지만 7승 13패와 평균자책점 4.89를 기록하면서 부진했다. 재활훈련에서는 웨이트 트레이닝 등으로 어깨를 단련했고 그 해부터 부상에 의한 이탈은 없었다.

#### 2002년 ~ 2003년
2002년 시즌 개막 이후부터 당분간은 팀의 방침에 따라 중간 계투로 활약했지만 곧바로 로테이션에 복귀했다. 안정감도 되돌아오면서 시즌을 통해 처음으로 두 자릿수 승리 기록을 세웠고 개인 최다인 143개의 탈삼진을 기록했을 뿐만 아니라 2005년까지 4년 연속 두 자릿수 승리를 기록하면서 닛폰햄의 에이스로 활약했다. 2003년은 전반기에서 3승에만 그칠 정도의 부진을 겪었지만 후반기에서는 7승을 올려 2년 연속 10승에 달성에 간신히 성공했다.

#### 2004년 ~ 2005년
2004년, 닛폰햄의 연고지 이전 1년째인 삿포로 돔에서의 첫 경기에 선발 등판해 승리 투수가 되었고 히어로 인터뷰에서는 홋카이도 방언이 있다는 이유로 ‘사투리 최고입니다!’라고 외쳐대며 홋카이도의 팬들을 흥분시켰다. 이 발언이 나온 그 후 가네무라의 트레이드 마크가 되면서 ‘사투리 최고 타올’이라는 이름의 상품으로 발매되기도 했다. 시즌을 통해서는 개인 최고 성적인 13승을 기록했고 6년 만에 올스타전에 출전했다.
이듬해 2005년에는 개인 최다인 174이닝을 던지면서 2년 연속이 되는 13승을 기록, 동시에 올스타전까지 출전했지만 팀의 로테이션인 관계로 등판은 없었다.

#### 2006년
4월 16일 후쿠오카 소프트뱅크 호크스전에서 훌리오 줄레타의 복부를 향해 사구를 던져 이에 격분한 줄레타는 마운드에 달려갔지만 가네무라는 도망치지 않고 줄레타에게 폭행당했다. 4월 후반을 암울하게 보냈지만 5월 7일의 복귀전인 도호쿠 라쿠텐 골든이글스전에 등판해 승리 투수가 되었다. 그 후에는 2군에 떨어졌지만 일본 시리즈에 복귀, 4차전(삿포로 돔)에 선발 투수로서 등판해 승리투수가 되었고 아시아 시리즈에서도 팀의 우승에 기여했다.

#### 2007년
팔꿈치의 불안으로 포기하고 있었던 커브 습득에 힘쓰는 등 얼마 안되는 선발의 기둥으로서 두 자릿수 승리를 목표로 두었지만 5월에는 부상으로 인해 이탈되었다. 교류전 종료 후에 복귀하면서 7월 11일에 완투에서 5승째를 올린 시점에 2점 대의 평균자책점을 남기고 있었지만 전반기 마지막 경기인 소프트뱅크전에서 가장 짧은 0이닝 2/3를 4실점에서 KO당했고 후반기의 지바 롯데 마린스전에서도 2경기 연속으로 KO를 당해 2군으로 떨어졌다. 결국 1군에 다시 복귀하지 못하고 일본 시리즈에서도 등판할 수 없었다. 11월 9일, 나카무라 야스히로와의 맞트레이드로 한신 타이거스에 이적했는데 이 시점에서 가네무라는 이미 프로 통산 80승을 기록하고 있어 나카무라는 그 때까지 3승 밖에 올리지 않았기 때문에 가네무라와 나카무라와의 1대 1 맞트레이드가 당시로서는 화제가 되었다.

### 한신 시절

#### 2008년
그 해 선발 로테이션의 일원으로서 기대를 받았지만 시범 경기를 앞두고 투구 연습 도중 부상을 당해 개막전 엔트리에 제외되었다. 7월 3일에는 1군에 승격하면서 한신 이적 후 첫 등판을 하여 승리 투수야말로 놓쳤지만 1실점의 호투를 보였다. 그러나 이 경기 외에는 뚜렷한 활약을 보여주지 못하는 일들이 계속되는 등 2군으로 떨어졌고 2008년 시즌에는 8경기에 등판하면서 단 1승도 올리지 못한 채 시즌을 마쳤다.

#### 2009년
7월 17일 요미우리 자이언츠전에서는 이와타 미노루를 대신해서 등판해 6이닝을 던져 1실점 호투를 했다. 9월 6일의 히로시마 도요 카프전에서 5회부터 팀의 3번째 투수로 등판해 1이닝을 무실점으로 처리해 한신 이적 후 처음으로 승리 투수가 되었다. 그 후에는 중간 계투로서도 활약했다.

#### 2010년
1군 출전 기회를 얻지 못하여 1경기에 등판에만 그쳤고 결국 10월 1일에는 구단으로부터 방출 통보를 받았다. 12월 14일에는 KBO 리그 팀인 삼성 라이온즈와 정식 계약했지만 메디컬테스트 결과 오른쪽 팔꿈치에 문제가 있다는 사실이 밝혀져 계약이 파기되었다. 이듬해 2011년 1월 7일에는 SK 와이번스가 1월 12일 고지캠프에서 가네무라에 대한 테스트를 실시한다고 밝혔지만 SK는 1월 말 다른 외국인 선수인 짐 매그레인과 계약을 하였기 때문에 불합격되었다. 가네무라는 삼성 라이온즈를 상대로 연봉이나 계약금을 내달라는 민사소송을 걸었으나, 2012년 11월, 대구지방법원에서 패소로 판결하였다.

### 시나노 시절
2011년 2월에 시나노 그랜드세로우스의 춘계 스프링 캠프에 참가했고 그 후 6월 무렵까지는 한국 야구계 등에서의 오퍼를 기다릴 예정이었지만 결국 4월 2일에 시나노와 정식으로 계약을 맺었다. 그러나 오른쪽 어깨 상태가 점점 나빠지면서 현역 은퇴를 결심했고, 같은 해 10월 5일 구단과의 다음 시즌 계약을 맺지 않겠다고 밝히면서 퇴단했다.

### 그 후
은퇴한 이듬해 2012년부터 야구 평론가와 야구 해설가로서의 활동을 개시해 닛칸 스포츠의 전속 평론가가 되었고 홋카이도 문화 방송, TV 홋카이도, GAORA에도 해설위원으로서 출연했다. 고향의 미야기현에서 도호쿠 방송이 제작하던 <라쿠텐 대 니혼햄> 시합에나 히가시닛폰 방송에도 해설자로 출연하고 있다. 또, 1주에 1회 동안 삿포로 시내의 피트니스 클럽에서 야구 개별지도를 실시하고 있다.

## 상세 정보

### 출신 학교
- 센다이 이쿠에이가쿠엔 고등학교

### 선수 경력
- 닛폰햄 파이터스·홋카이도 닛폰햄 파이터스(1995년 ~ 2007년)
- 한신 타이거스(2008년 ~ 2010년)
- 시나노 그랜드세로우스(2011년)

### 코치 경력
- 한신 타이거스 1군 투수 코치(2016년 ~ )

### 수상·타이틀 경력

#### 타이틀
- 최고 평균자책점 : 1회(1998년)

#### 수상
- 월간 MVP : 2회(1999년 4월, 2000년 4월)

### 개인 기록

#### 투수 기록
- 첫 등판 : 1995년 10월 4일, 대 세이부 라이온스 26차전(세이부 라이온스 구장)
- 첫 탈삼진 : 상동.
- 첫 승리·첫 완투 승리 : 1997년 9월 28일, 대 세이부 라이온스 26차전(세이부 라이온스 구장)
- 첫 세이브 : 1998년 4월 19일, 대 지바 롯데 마린스 3차전(나가사키 빅N 스타디움)
- 첫 완봉 승리 : 1998년 9월 12일, 대 세이부 라이온스 23차전(세이부 돔)

#### 타격 기록
- 첫 안타 : 2006년 6월 19일, 대 한신 타이거스 6차전(한신 고시엔 구장)

#### 기록 달성 경력
- 통산 1000투구회 : 2005년 4월 16일, 대 도호쿠 라쿠텐 골든이글스 4차전(도쿄 돔) ※역대 300번째.

#### 기타
- 올스타전 출장 : 3회(1998년, 2004년, 2005년)
- 개막전 투수 : 3회(2001년, 2004년, 2006년)
- 대 오릭스 전 15연승(2004년 4월 13일 ~ 2006년 9월 10일)

### 등번호
- 16(1995년 ~ 2007년, 2011년)
- 13(2008년 ~ 2010년)
- 73(2016년 ~ )

### 등록명
- 金村 秀雄(1995년 ~ 1996년)
- 金村 暁(1997년 ~ 2000년)
- 金村 曉(2001년 ~ )

### 연도별 투수 성적
| 연 도       | 소 속       | 등 판 | 선 발 | 완 투 | 완 봉 | 무 4 구 | 승 리 | 패 전 | 세 이 브 | 홀 드 | 승 률 | 타 자 | 이 닝  | 피 안 타 | 피 홈 런 | 볼 넷 | 고 4 | 몸 맞 | 탈 삼 진 | 폭 투 | 보 크 | 실 점 | 자 책 점 | 평 자 책 | W H I P |
| ----------- | ----------- | ----- | ----- | ----- | ----- | ------- | ----- | ----- | -------- | ----- | ----- | ----- | ------ | -------- | -------- | ----- | ---- | ----- | -------- | ----- | ----- | ----- | -------- | -------- | ------- |
| 1995년      | 닛폰햄      | 1     | 0     | 0     | 0     | 0       | 0     | 0     | 0        | --    | ----  | 8     | 1.1    | 3        | 0        | 2     | 0    | 0     | 1        | 0     | 0     | 3     | 3        | 20.25    | 3.75    |
| 1997년      | 닛폰햄      | 14    | 7     | 1     | 0     | 0       | 1     | 4     | 0        | --    | .200  | 215   | 52.1   | 38       | 5        | 18    | 1    | 5     | 38       | 0     | 0     | 23    | 23       | 3.96     | 1.07    |
| 1998년      | 닛폰햄      | 31    | 15    | 5     | 1     | 2       | 8     | 8     | 1        | --    | .500  | 556   | 135.0  | 124      | 12       | 37    | 0    | 4     | 85       | 0     | 0     | 46    | 41       | 2.73     | 1.19    |
| 1999년      | 닛폰햄      | 8     | 5     | 3     | 2     | 0       | 3     | 1     | 1        | --    | .750  | 169   | 43.0   | 31       | 5        | 15    | 1    | 0     | 27       | 0     | 0     | 12    | 11       | 2.30     | 1.07    |
| 2000년      | 닛폰햄      | 17    | 16    | 3     | 0     | 0       | 9     | 5     | 0        | --    | .643  | 426   | 101.1  | 91       | 11       | 42    | 0    | 4     | 61       | 2     | 0     | 46    | 45       | 4.00     | 1.31    |
| 2001년      | 닛폰햄      | 25    | 23    | 0     | 0     | 0       | 7     | 13    | 0        | --    | .350  | 639   | 141.2  | 164      | 20       | 66    | 0    | 2     | 94       | 7     | 0     | 81    | 77       | 4.89     | 1.62    |
| 2002년      | 닛폰햄      | 32    | 23    | 2     | 1     | 0       | 10    | 6     | 0        | --    | .625  | 693   | 167.2  | 153      | 19       | 53    | 1    | 3     | 143      | 4     | 0     | 65    | 59       | 3.17     | 1.23    |
| 2003년      | 닛폰햄      | 26    | 25    | 2     | 0     | 1       | 10    | 8     | 0        | --    | .556  | 665   | 157.0  | 149      | 24       | 56    | 0    | 1     | 103      | 6     | 0     | 79    | 74       | 4.24     | 1.31    |
| 2004년      | 닛폰햄      | 25    | 25    | 1     | 1     | 0       | 13    | 8     | 0        | --    | .619  | 717   | 167.1  | 157      | 20       | 71    | 2    | 4     | 114      | 7     | 1     | 79    | 73       | 3.93     | 1.36    |
| 2005년      | 닛폰햄      | 25    | 25    | 4     | 0     | 1       | 13    | 10    | 0        | 0     | .565  | 730   | 174.0  | 186      | 21       | 54    | 3    | 2     | 96       | 3     | 1     | 73    | 70       | 3.62     | 1.38    |
| 2006년      | 닛폰햄      | 23    | 23    | 1     | 1     | 0       | 9     | 6     | 0        | 0     | .600  | 591   | 134.2  | 158      | 14       | 43    | 1    | 2     | 57       | 0     | 2     | 68    | 67       | 4.48     | 1.49    |
| 2007년      | 닛폰햄      | 13    | 13    | 3     | 0     | 0       | 5     | 6     | 0        | 0     | .455  | 341   | 78.0   | 88       | 9        | 30    | 1    | 1     | 33       | 1     | 0     | 44    | 41       | 4.73     | 1.51    |
| 2008년      | 한신        | 8     | 8     | 0     | 0     | 0       | 0     | 5     | 0        | 0     | .000  | 186   | 41.1   | 49       | 5        | 11    | 1    | 2     | 38       | 3     | 0     | 25    | 19       | 4.14     | 1.45    |
| 2009년      | 한신        | 22    | 2     | 0     | 0     | 0       | 1     | 1     | 0        | 0     | .500  | 135   | 32.2   | 34       | 3        | 8     | 1    | 0     | 23       | 1     | 0     | 12    | 10       | 2.76     | 1.29    |
| 2010년      | 한신        | 1     | 0     | 0     | 0     | 0       | 0     | 0     | 0        | 0     | ----  | 16    | 2.0    | 6        | 1        | 3     | 0    | 0     | 0        | 0     | 0     | 6     | 5        | 22.50    | 4.50    |
| 통산 : 15년 | 통산 : 15년 | 271   | 210   | 25    | 6     | 4       | 89    | 81    | 2        | 0     | .524  | 6087  | 1429.1 | 1431     | 169      | 509   | 12   | 30    | 913      | 34    | 4     | 662   | 618      | 3.89     | 1.36    |

- 2010년 기준, 굵은 글씨는 시즌 최고 성적.
- 1996년은 1군 출장 없음.